# Ćele-kula

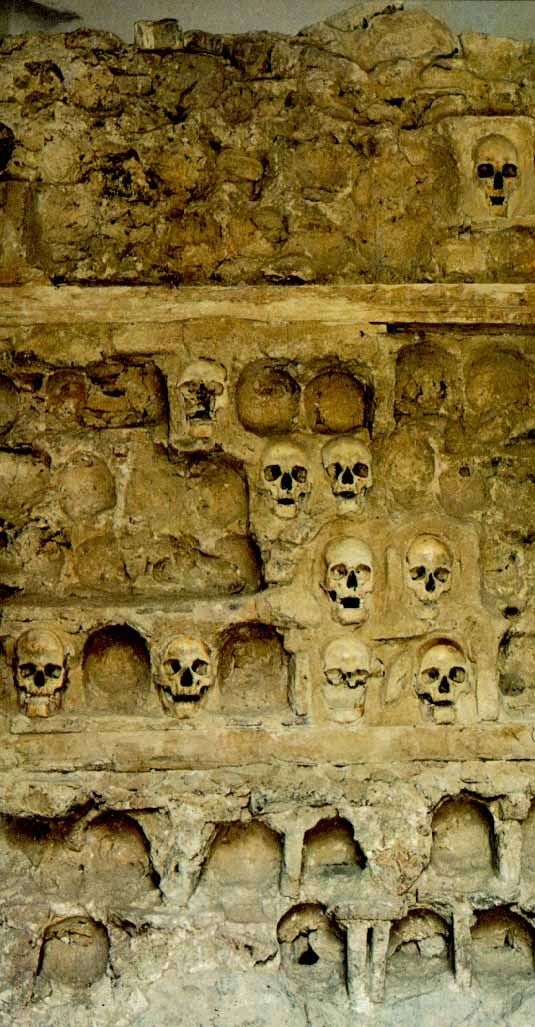
Ćele Kula

A Ćele-kula (magyarul: Koponya-torony, törökül: Kelle kulesi), egy részben emberi koponyákból épített torony Nisben, Szerbiában.

## Építésének előzménye
Hurşid pasa, nisi nagyvezír rendeletére az 1809 májusában török győzelemmel végződött čegari csatában mártírhalált halt szerb felkelők koponyáiból tornyot kellett építeni, melynek célja a megszállt szerb lakosság további felkelésektől való elrettentése volt. Az építmény az év júniusától őszig épült.

## Az eredeti torony
Eredeti állapotában kb. 5 méter magas, négy fala egyenként kb. 4,5 méter széles és kb. 0,5 méter vastag. Összesen 952 koponya volt befalazva rendezett sorokban, mindegyik arccal kifelé.

## A torony ma
A koponyák hamarosan egyre fogytak. A helyi lakosság nem nézhette tétlenül családtagjaik, hőseik emlékének megcsúfolását, ezért nagy kockázatot vállalva, titokban kezdték eltávolítani a falakból a maradványokat, melyek a közeli temetőben leltek méltó nyugalomra. Živan Živanović 1882-ben már csak 511 darabot jegyzett fel. A XIX. század utolsó évtizedeitől az építmény a szerb nemzeti öntudat egyik szimbólumává vált, így már inkább a megőrzésére törekedtek. A ma is látható kápolnát 1892-ben emelték fölé, 1937-ben pedig a város (törököktől vívott) függetlenségének közelgő 60. évfordulója alkalmából az emlékhelyet teljesen felújították. Ma már csak 58 koponya található falaiban, melyből egyet magának Stevan Sinđelićnek, a felkelők vezérének tulajdonítanak.